# Западинцы (Летичевский район)
Западинцы (укр. Западинці) — село в Летичевском районе Хмельницкой области Украины.
Население по переписи 2001 года составляло 395 человек. Почтовый индекс — 31513. Телефонный код — 3857. Занимает площадь 1,847 км². Код КОАТУУ — 6823086602.

## Местный совет
31513, Хмельницкая обл., Летичевский р-н, с. Шрубков, ул. Чапаева, 22